# Интернет протокол
Интернет протокол (енгл. Internet Protocol, скраћено IP) је протокол трећег слоја ОСИ референтног модела (слоја мреже). Садржи информације о адресирању, чиме се постиже да сваки мрежни уређај (рачунар, сервер, радна станица, интерфејс рутера) који је повезан на интернет има јединствену адресу и може се лако идентификовати у целој интернет мрежи, а исто тако садржи контролне информације које омогућују пакетима да буду прослеђени (рутирани) на основу познатих IP адреса. Овај протокол је документован у  791 и представља са TCP протоколом језгро интернет протокола, TCP/IP стек протокола (енгл. Transmission Control Protocol/Internet Protocol).
IP не захтева претходно успостављање везе у тренутку слања податка, већ рачунар који шаље податке покушава све док не проследи поруку (best effort) модел, пренос података је релативно непоуздан, што значи да нема готово никакве гаранције да ће послати пакет заиста и доћи до одредишта након што је послат. Сам пакет у процесу преноса се може променити, због различитих основних преносних праваца, може се догодити да сегменти не стижу по редоследу, могу се дуплицирати или потпуно изгубити током преноса. Уколико апликација захтева поузданост, користе се механизми TCP протокола у слоју изнад самог IP протокола. TCP протокол је исто задужен за дефинисање редоследа пакета који стижу (секвенце).
С обзиром да је сам концепт IP протокола ослобођен механизама који осигуравају поузданост, сам процес усмеравања (рутирања) пакета унутар мреже је релативно брз и једноставан.

## Интернет протокол као мрежни протокол
Протокол – термин који користимо, представља конвенцију, стандард или сет правила које треба поштовати да бисмо успешно успоставили и контролисали комуникацију (размену података).
Једноставније речено, протоколи представљају правила којима су дефинисани синтакса, семантика и синхронизација комуникације. Називамо их још мрежним или интернет протоколима.
Постоје различити мрежни протоколи, при чему сваки има посебно место и врши своју улогу.
Пар који сачињавају интернет протокол IP и протокол за контролу преноса TCP су најбитнији од мрежних протокола и термин TCP/IP протокол стек означава скуп најкоришћенијих од њих.

## Функције
има три примарне функције:
- Адресирање (дефинише начин доделе интернет адреса), интернет модули користе адресе које пакети носе у IP заглављу како би их проследили даље ка дестинацији.

- Рутирање, одређивање путање за пренос података са једног рачунара на други без претходног успостављања везе (енгл. connectionless), по (енгл. best-effort) моделу.
- Фрагментацију и поновно састављање пакета када је потребно како би се пренели кроз мрежу која има мањи MTU (енгл. maximum transmission unit).

## интернет протокол верзија 4
Ова верзија интернет протокола је актуелна, дефинисана је у документу  791, септембра 1981. године.

### Заглавље интернет протокола IPv4
ИП протокол, такође, описује стандардну структуру пакета којим подаци путују кроз мрежу. Принцип је енкапсулација (паковање) информације у структуре погодне за пренос. Аналогија је поштански пакет. У заглављу пакета, поред адресе пошиљаоца и примаоца података, стоје још и информације о самом пакету које обавештавају како пакет треба да путује (колико је станица већ прошао, да ли се може делити у мање пакете, итд.)
| бит 0-3                                | бит 0-3        | бит 0-3        | бит 0-3        | 4-7            | 4-7            | 4-7            | 4-7            | 8-15           | 8-15           | 8-15           | 8-15           | 8-15           | 8-15           | 8-15           | 8-15           |                                   |                                   |                                   | 20-31                             | 20-31                             | 20-31                             | 20-31                             | 20-31                             | 20-31                             | 20-31                             | 20-31                             | 20-31                             | 20-31                             | 20-31                             | 20-31                             | 20-31                             |
|                                        |                |                |                |                |                |                |                |                |                |                |                |                |                |                |                |                                   |                                   |                                   |                                   |                                   |                                   |                                   |                                   |                                   |                                   |                                   |                                   |                                   |                                   |                                   |                                   |
| Верзија                                | Верзија        | Верзија        | Верзија        | Дужина         | Дужина         | Дужина         | Дужина         | Тип сервиса    | Тип сервиса    | Тип сервиса    | Тип сервиса    | Тип сервиса    | Тип сервиса    | Тип сервиса    | Тип сервиса    | Укупна дужина                     | Укупна дужина                     | Укупна дужина                     | Укупна дужина                     | Укупна дужина                     | Укупна дужина                     | Укупна дужина                     | Укупна дужина                     | Укупна дужина                     | Укупна дужина                     | Укупна дужина                     | Укупна дужина                     | Укупна дужина                     | Укупна дужина                     | Укупна дужина                     | Укупна дужина                     |
| Идентификација                         | Идентификација | Идентификација | Идентификација | Идентификација | Идентификација | Идентификација | Идентификација | Идентификација | Идентификација | Идентификација | Идентификација | Идентификација | Идентификација | Идентификација | Идентификација | 0                                 | D F                               | M F                               | Место фрагмента                   | Место фрагмента                   | Место фрагмента                   | Место фрагмента                   | Место фрагмента                   | Место фрагмента                   | Место фрагмента                   | Место фрагмента                   | Место фрагмента                   | Место фрагмента                   | Место фрагмента                   | Место фрагмента                   | Место фрагмента                   |
| TTL                                    | TTL            | TTL            | TTL            | TTL            | TTL            | TTL            | TTL            | Протокол       | Протокол       | Протокол       | Протокол       | Протокол       | Протокол       | Протокол       | Протокол       | Чексума (Провера битских грешака) | Чексума (Провера битских грешака) | Чексума (Провера битских грешака) | Чексума (Провера битских грешака) | Чексума (Провера битских грешака) | Чексума (Провера битских грешака) | Чексума (Провера битских грешака) | Чексума (Провера битских грешака) | Чексума (Провера битских грешака) | Чексума (Провера битских грешака) | Чексума (Провера битских грешака) | Чексума (Провера битских грешака) | Чексума (Провера битских грешака) | Чексума (Провера битских грешака) | Чексума (Провера битских грешака) | Чексума (Провера битских грешака) |
| Изворишна интернет адреса              |                |                |                |                |                |                |                |                |                |                |                |                |                |                |                |                                   |                                   |                                   |                                   |                                   |                                   |                                   |                                   |                                   |                                   |                                   |                                   |                                   |                                   |                                   |                                   |
| Одредишна интернет адреса              |                |                |                |                |                |                |                |                |                |                |                |                |                |                |                |                                   |                                   |                                   |                                   |                                   |                                   |                                   |                                   |                                   |                                   |                                   |                                   |                                   |                                   |                                   |                                   |
| Опције                                 |                |                |                |                |                |                |                |                |                |                |                |                |                |                |                |                                   |                                   |                                   |                                   |                                   |                                   |                                   |                                   |                                   |                                   |                                   |                                   |                                   |                                   |                                   |                                   |
| Податак (TCP сегмент или UDP датаграм) |                |                |                |                |                |                |                |                |                |                |                |                |                |                |                |                                   |                                   |                                   |                                   |                                   |                                   |                                   |                                   |                                   |                                   |                                   |                                   |                                   |                                   |                                   |                                   |

Наводимо информације о пољима у заглављу ИП:
- Верзија (4 бита): Приказује износ верзије како би се могао дозволити развој протокола. Вредност поља је 4.
- Дужина интернет Заглавља (IHL) (4 бита): Дужина заглавља у 32-битној речи. Минимална вредност је пет за минималну дужину заглавља од 20 бајта.

- Тип сервиса TOS (енгл. Type of Service) (8 бита): У претходном опису сервиса, ово поље се односило на поље тип Сервиса и одређивало је поузданост, предност, одлагање и параметре пропусне моћи. Оваква интерпретација је сада замењена. Првих 6 бита поља Типа Сервиса сада припада пољу DS (енгл. Differentiated Services), а остала 2 бита резервисана су за поље ECN (енгл. Explicit Songestion Notification).

- Укупна дужина (16 бита): Укупна дужина датаграма, укључујући заглавље и податке, изражено је у бајтовима (октетима).

- Идентификација (16 бита): Низ бројева, који заједно са изворишном адресом, одредишном адресом и корисничким протоколом намерава да јединствено идентификује пакет. Према томе, овај број би требало да буде јединствен за изворишну адресу, одредишну адресу и кориснички протокол датаграма док год је он у интернету.

- Контролни битови (3 бита): Само два од ових бита су тренутно дефинисана. MF (енгл. More Fragment) се користи за фрагментацију и поновно склапање, као што је малопре објашњено. Бит DF (енгл. Dont Fragment) забрањује фрагментацију када се то тражи. Овај бит може бити од велике користи када се зна да дестинација нема капацитета да склопи фрагменте. Ипак, ако је овај бит постављен, пакет ће бити одбачен ако премаши максималну величину мреже на некој рути. Да се ово не би десило, било би паметно користити изворишно рутирање да би се заобишле мреже које имају дефинисану малу максималну величину пакета.

- Место фрагмента (13 бита): Показује где је у оригиналном датаграму место овом фрагменту, исказано у 64 бита. То значи да фрагменти који нису последњи фрагмент морају да садрже поље података које је дељиво са 64 бита у дужини.

- Време живота (TTL) (8 бита): Показује колико дуго, у скоковима, је дозвољено датаграму да буде у интернету. Сваки рутер који процесира датаграм мора да смањи TTL за најмање један, тако да је TTL донекле сличан бројачу скокова.

- Протокол (8 бита): Показује протокол вишег нивоа коме треба проследити пакет; према томе, ово поље идентификује тип заглавља сегмента (слој транспорта). Вредности 1 (00000001) за ICMP, 6 (00000110) за TCP, 17 (00010001) за

- Заштитна сума (Чексума) (16 бита): Код за детектовање грешке који је привезан само заглављу. Због мењања неких поља током пута (нпр. време у животу, фрагментациона поља), ово поље се реверификује и процењује у сваком рутеру. Поље се формира тако што се узму јединице из 16 бита и додају се све јединице из свих 16-битних речи у заглављу. Због рачунања, поља чексуме су иницијализована на вредност нула.

- Изворишна адреса (32 бита): Кодирано да би се дозволиле различите комбинације бита за специфицирање мреже или система прикаченог на мрежу.

- Одредишна адреса (32 бита): Исте карактеристике као изворишна адреса.

- Опције (променљиво): Кодира опције тражене од стране пошиљаоца.

- Пуњење (променљиво) (енгл. Padding): Користи се да би се могло гарантовати да је заглавље датаграма спој 32-битних дужина.

- Подаци вишег слоја (променљиво): Ово поље мора бити спој 8-битних дужина целих бројева. Максимална дужина датаграма (поља података + заглавља) је 65,535 бајтова

## 
Оно што би се могло назвати IPv5 протоколом је постојало само као експериментални протокол у реалном времену назван ST2, не-IP протокол и описан је у  1819. Овај протокол је напуштен у корист RSVPa.

## интернет протокол верзија 6

### Заглавље интернет протокола
Заглавље интернет протокола IPv6 је у односу на заглавље IPv4 протокола доста поједностављено. Наиме, од њега задржава само 3 поља (верзија, изворишна адреса и одредишна адреса) и уводи додатних 5 поља. 
| бит 0-3                                | бит 0-3        | бит 0-3        | бит 0-3        | 4-11           | 4-11           | 4-11           | 4-11           | 4-11           | 4-11           | 4-11           | 4-11           | 12-15          | 12-15          | 12-15          | 12-15          | 16-23            | 16-23            | 16-23            | 16-23            | 16-23            | 16-23            | 16-23            | 16-23            | 24-31            | 24-31            | 24-31            | 24-31            | 24-31            | 24-31            | 24-31            | 24-31            |
|                                        |                |                |                |                |                |                |                |                |                |                |                |                |                |                |                |                  |                  |                  |                  |                  |                  |                  |                  |                  |                  |                  |                  |                  |                  |                  |                  |
| Верзија                                | Верзија        | Верзија        | Верзија        | Тип промета    | Тип промета    | Тип промета    | Тип промета    | Тип промета    | Тип промета    | Тип промета    | Тип промета    | Ознака тока    | Ознака тока    | Ознака тока    | Ознака тока    | Ознака тока      | Ознака тока      | Ознака тока      | Ознака тока      | Ознака тока      | Ознака тока      | Ознака тока      | Ознака тока      | Ознака тока      | Ознака тока      | Ознака тока      | Ознака тока      | Ознака тока      | Ознака тока      | Ознака тока      | Ознака тока      |
| Дужина податка                         | Дужина податка | Дужина податка | Дужина податка | Дужина податка | Дужина податка | Дужина податка | Дужина податка | Дужина податка | Дужина податка | Дужина податка | Дужина податка | Дужина податка | Дужина податка | Дужина податка | Дужина податка | Следеће заглавље | Следеће заглавље | Следеће заглавље | Следеће заглавље | Следеће заглавље | Следеће заглавље | Следеће заглавље | Следеће заглавље | Ограничење скока | Ограничење скока | Ограничење скока | Ограничење скока | Ограничење скока | Ограничење скока | Ограничење скока | Ограничење скока |
| Изворишна интернет адреса (128 бита)   |                |                |                |                |                |                |                |                |                |                |                |                |                |                |                |                  |                  |                  |                  |                  |                  |                  |                  |                  |                  |                  |                  |                  |                  |                  |                  |
| Одредишна интернет адреса (128 бита)   |                |                |                |                |                |                |                |                |                |                |                |                |                |                |                |                  |                  |                  |                  |                  |                  |                  |                  |                  |                  |                  |                  |                  |                  |                  |                  |
| Податак (TCP сегмент или UDP датаграм) |                |                |                |                |                |                |                |                |                |                |                |                |                |                |                |                  |                  |                  |                  |                  |                  |                  |                  |                  |                  |                  |                  |                  |                  |                  |                  |

- Верзија (4 бита): Верзија интернет протокола, вредност је 6.
- Тип промета (DS/ECN) (8 бита): Ово поље се односило на поље Traffic Class и било је резервисано за употребу од стране почетних чворова и/или прослеђујућих рутера да би се идентификовало и разликовало између различитих класа приоритета IPv6 пакета. Првих шест бита поља Класа Саобраћаја сада се односне на поље DS (differentiated services), а осталих 2 бита су резервисана за поље ECN (explicit congestion notification).
- Ознака тока (20 бита): Може бити коришћено од стране хоста да обележи оне пакете са којима рутери треба да посебно поступају у оквиру мреже.
- Дужина података (16 бита): Дужина остатка IPv6 пакета који прати заглавље, у октетима. Другим речима, ово је комплетна дужина свих продужених заглавља плус дужина PDU-а транспортног нивоа.
- Следеће заглавље (8 бита): Идентификује тип заглавља које прати IPv6 заглавље. Ово може бити и IPv6 продужено заглавље или заглавље вишег слоја, као што је TCP или UDP.
- Ограничење скока (8 бита): Преостали број дозвољених скокова за овај пакет. Ограничење скокова је постављено на жељену максималну величину од стране изворишта и декрементира се од стране сваке тачке која прослеђује пакет. Пакет се одбацује када вредност овог поља постане нула. Ово је поједностављен поступак у односу на поступак који треба да се обави са пољем дужине живота код IPv4. Сагласност је била да додатни напор у обрачуну временских интервала у IPv4 није донео никакву значајну вредност протоколу. У ствари, IPv4 рутери, као главно правило, третирали су TTL поље као поље ограничења скока.
- Изворишна адреса (128 бита): Адреса пошиљаоца пакета (уређаја предајне стране).
- Одредишна адреса (128 бита): Адреса одређеног примаоца пакета. Ово не мора, у суштини, да буде крајња одредишна адреса ако је присутно заглавље рутирања.

### унапређења у односу на:
- Проширен адресни простор: IPv6 користи 128-битне адресе уместо 32-битних адреса које је користио IPv4. Израчунато је да ово омогућава 7 * 1023 јединствених адреса по квадратном метру на површини Земље.[2] Чак и ако се адресе невешто додељују, овај адресни простор делује безбедно.
- Унапређен механизам опција: Опције IPv6 су смештене у засебна факултативна заглавља која се налазе између IPv6 заглавља и заглавља транспортног слоја. Већина од ових необавезних заглавља не бивају испитана или обрађена од стране рутера на путу пакета. Ово поједностављује и убрзава рутерску обраду IPv6 пакета у односу на IPv4 датаграме. Ово, такође, додатно упрошћава поступак додавања додатних опција.
- Повећана флексибилност адресирања: IPv6 укључује концепт anycast адресе, до које се пакет испоручује само једним путем. Скалабилност мултикаст рутирања је унапређена тако што је додат опсег поље за мултикаст адресе.
- Помоћ за додељивања средстава: IPv6 омогућава означавање пакета за спорији проток ако пошиљалац тражи посебан поступак. Ово укључује помоћ за специјални саобраћај као што је real-time video.